# Mafia Love
Pour plus de détails, voir Fiche technique et Distribution.
Mafia Love (Avenging Angelo) est un film franco-helvéto-américain réalisé par Martyn Burke, sorti en 2002.

## Synopsis
Après l'assassinat d'Angelo, un gros bonnet de la mafia, dont il était le garde du corps, Frankie Delano doit tenir la promesse qu'il a faite à son défunt employeur : protéger Jennifer, sa fille unique, de la vengeance de ses ennemis, qui ont juré la mort de ses proches. Mais, élevée dans une famille adoptive, celle-ci ignore tout de l'identité de son père.
D'abord déstabilisée par la nouvelle que lui annonce Frankie, puis encouragée par la découverte de son histoire personnelle, Jennifer va chercher à venger la mort de son père avec l'aide de son fidèle protecteur.

## Fiche technique
- Titre français :Mafia Love
- Titre québécois : Venger Angelo
- Titre original : Avenging Angelo
- Réalisation : Martyn Burke
- Scénario : Will Aldis et Steve Mackall
- Montage : David Codron
- Photographie : Ousama Rawi
- Musique : Bill Conti
- Décors : Eric Fraser
- Costumes : Stefano Maria Ortolani
- Son : Maurizio Argentieri
- Production : Tarak Ben Ammar, Elie Samaha et Stanley Wilson

Production exécutive : George Edde
- Sociétés de production : Dante Entertainment, Epsilon Motion Pictures, Quinta Communications, Cinema Holdings, Lionweed, Franchise Pictures et Warner Bros
- Sociétés de distribution : Warner Bros
- Budget : 17 millions $
- Pays d’origine :  États-Unis,  France et  Suisse
- Langue : anglais
- Format : couleur – 2,35:1 – 35 mm, cinéma numérique — son Dolby Digital
- Genre : action et comédie romantique
- Durée : 97 minutes
- Dates de sortie:
  - Italie : 30 août 2002
  - France : 7 septembre 2002 (Festival du cinéma américain de Deauville) / 11 août 2004 (sortie nationale)
  - Espagne : 1er août 2003
  - Japon : 12 juin 2004

## Distribution
- Sylvester Stallone (VF : Alain Dorval) : Frankie Delano
- Anthony Quinn (VF : Michel Tugot-Doris) : Angelo Allieghieri
- Madeleine Stowe (VF : Micky Sébastian) : Jennifer Barrett Allieghieri
- Raoul Bova (VF : David Krüger) : Marcello/Johnny Carboni
- Harry Van Gorkum : Kip Barett
- Billy Gardell : Bruno
- George Touliatos : Lucio Malatesta

## Accueil

### Critiques
Le site Rotten Tomatoes lui donnent une note d'approbation de 13 % basée sur 8 avis, avec un score moyen de 4,41⁄10.

### Box-office
Le film est sorti en DVD aux États-Unis contrairement au reste du monde. 
| Pays ou région | Box-office    | Date d'arrêt du box-office | Nombre de semaines |
| -------------- | ------------- | -------------------------- | ------------------ |
| France         | 4 593 entrées | -                          | -                  |
| Total mondial  | 824 597 $     | -                          | -                  |

## Autour du film
- Ce fut le dernier film de l'acteur Anthony Quinn qui est décédé alors que le tournage  n'était pas achevé. L'équipe du film ayant appris son décès pendant qu'elle tournait des scènes pour le film dans une cathédrale de Palerme, s'est recueillie dans ladite cathédrale.